# Равенна (Огайо)
Равенна (англ. Ravenna) — місто (англ. city) в США, в окрузі Портадж штату Огайо. Населення — 11 323 особи (2020).

## Географія
Равенна розташована за координатами 41°9′41″ пн. ш. 81°14′31″ зх. д. / 41.16139° пн. ш. 81.24194° зх. д. (41.161454, -81.242033).  За даними Бюро перепису населення США в 2010 році місто мало площу 14,70 км², з яких 14,58 км² — суходіл та 0,12 км² — водойми.

## Демографія
Згідно з переписом 2010 року, у місті мешкали 11 724 особи в 5055 домогосподарствах у складі 2860 родин. Густота населення становила 797 осіб/км².  Було 5566 помешкань (379/км²).
Расовий склад населення:
| - 91,1 % — білих - 5,6 % — чорних або афроамериканців - 0,4 % — азіатів - 0,2 % — корінних американців |

До двох чи більше рас належало 2,3 %. Частка іспаномовних становила 1,4 % від усіх жителів.
За віковим діапазоном населення розподілялося таким чином: 22,5 % — особи молодші 18 років, 62,6 % — особи у віці 18—64 років, 14,9 % — особи у віці 65 років та старші. Медіана віку мешканця становила 37,9 року. На 100 осіб жіночої статі у місті припадало 92,8 чоловіків;  на 100 жінок у віці від 18 років та старших — 88,5 чоловіків також старших 18 років.
Середній дохід на одне домашнє господарство  становив 46 016 доларів США (медіана — 36 301), а середній дохід на одну сім'ю — 53 779 доларів (медіана — 43 363). Медіана доходів становила 35 180 доларів для чоловіків та 31 486 доларів для жінок. За межею бідності перебувало 22,3 % осіб, у тому числі 37,3 % дітей у віці до 18 років та 8,2 % осіб у віці 65 років та старших.
Цивільне працевлаштоване населення становило 5472 особи. Основні галузі зайнятості: освіта, охорона здоров'я та соціальна допомога — 24,5 %, виробництво — 18,3 %, роздрібна торгівля — 15,3 %.

## Відомі люди
Померли
- Фела Сованде (1905—1987) — нігерійський музикант, композитор; батько сучасної нігерійської академічної музики